# Morgan Megarry
Morgan Megarry (Collingwood, 26 maggio 1995) è un ex sciatore alpino canadese.

## Biografia
Attivo in gare FIS dal dicembre del 2008, in Nor-Am Cup Megarry ha esordito il 9 dicembre 2009 a Lake Louise in discesa libera (50º) e ha colto il primo podio il 20 dicembre 2013 a Vail in slalom gigante (2º). In Coppa del Mondo ha debuttato l'11 gennaio 2014 ad Adelboden in slalom gigante, senza completare la prova, e ha ottenuto il miglior piazzamento il 22 gennaio 2016 a Kitzbühel in supergigante (51º); in Nor-Am Cup ha colto l'ultimo podio il 13 febbraio 2018 a Stowe Mountain/Spruce Peak in slalom gigante (2º). La sua ultima gara in carriera è stata lo slalom gigante di Coppa del Mondo disputato l'8 dicembre 2018 a Val-d'Isère, non completato da Megarry; non ha preso parte a rassegne olimpiche o iridate.

## Palmarès

### Nor-Am Cup
- Miglior piazzamento in classifica generale: 11º nel 2016
- 6 podi:
  - 4 secondi posti
  - 2 terzi posti

### Campionati canadesi
- 1 medaglia:
  - 1 bronzo (slalom gigante nel 2018)